# Kurumi Nara
Kurumi Nara (jap. 奈良 くるみ, Nara Kurumi; * 30. Dezember 1991 in Minō, Präfektur Osaka) ist eine ehemalige japanische Tennisspielerin.

## Karriere
Kurumi Nara, die Hartplätze bevorzugt, trat 2006 erstmals bei ITF-Turnieren an und erreichte im Juni 2008 mit Platz 5 ihre höchste Position der ITF-Juniorenrangliste.
Im Jahr 2008 konnte Nara direkt bei ihrer dritten und vierten Teilnahme im Doppel von ITF-Turnieren die Titel für sich entscheiden, einerseits an der Seite von Kimiko Date-Krumm und andererseits von Misaki Doi. Sie erhielt außerdem zwei Wildcards für die Qualifikation im Einzel von WTA-Turnieren in Tokio, konnte sich jedoch beide Male nicht für die Hauptrunde qualifizieren. Kurze Zeit später konnte sie jedoch den ersten ITF-Turniersieg im japanischen Hamanako feiern. Im nachfolgenden Jahr gewann sie ebenfalls ein Turnier in Japan und erreichte zwei weitere Finalpartien sowie mehrere Halbfinals auf der ITF-Tour. Im Herbst 2009 stand sie mit einer Wildcard zum ersten Mal im Hauptfeld eines WTA-Turniers in Osaka, wo Marion Bartoli sie in der zweiten Runde besiegte.
Nachdem Nara bei mehreren Qualifikationen von WTA-Turnieren gescheitert ist, stand sie bei den French Open erstmals bei einem Grand-Slam-Turnier im Hauptfeld, verlor jedoch in der ersten Runde gegen Arantxa Parra Santonja. In Wimbledon gewann sie ein Match in der Hauptrunde, bevor sie Li Na in der zweiten Runde unterlag. Zudem gewann sie in diesem Jahr das ITF-Turnier im US-amerikanischen Lexington und erreichte zwei weitere Finals. Auch 2011 konnte sie ein ITF-Turnier für sich entscheiden.
Im Jahr 2013 konnte Nara das ITF-Turnier in Portland für sich entscheiden, bevor sie bei den US Open antrat. Dort gelangte sie zum ersten Mal in die dritte Runde eines Grand-Slam-Turniers und konnte in der zweiten Runde die gesetzte Sorana Cîrstea schlagen, bevor sie von Jelena Janković besiegt wurde. Mit dem Erreichen der dritten Runde platzierte sich Nara zum ersten Mal in den Top 100 der Tennisweltrangliste. In Osaka erreichte sie das Halbfinale eines WTA-Turniers.
Ihren ersten und bis dato einzigen Turniersieg auf der WTA-Tour feierte Nara 2014 in Rio de Janeiro, wodurch sie sich unter den Top 50 der Weltrangliste positionieren konnte. Nach einigen Teilnahmen in Hauptrunden von WTA-Turnieren und dem Erreichen des Finales in Washington erreichte Nara mit Platz 32 der Weltrangliste ihre bis heute beste Platzierung. 2014 konnte sie zudem an der Seite von Hiroko Kuwata ihr erstes Doppelfinale auf der WTA-Tour spielen, dass die Paarung gegen Shūko Aoyama und Gabriela Dabrowski verlor.
Ihr bestes Ergebnis 2015 im Einzel war das Erreichen des Halbfinales in Hobart, wo sie sich der Qualifikantin Madison Brengle geschlagen geben musste. Sie erreichte mit Misaki Doi außerdem das Doppelfinale in Tokio, welches sie gegen die taiwanischen Schwestern Latisha Chan und Chan Hao-ching verloren. 2016 und 2017 konnte sie nur wenige Matches für sich entscheiden, so dass sie aus der Top 100 der Weltrangliste herausfiel. 2018 gewann sie ihr letztes Turnier auf der ITF-Tour.
Bis zur Turnierpause aufgrund der COVID-19-Pandemie stellten sich keine weiteren größeren Erfolge ein. 2021 erreichte Nara in Charleston das Hauptfeld und unterlag in der dritten Runde der späteren Turniersiegerin Weronika Kudermetowa.
Im August 2022 gab sie ihren Rücktritt bekannt.
Im Juli 2011 trat sie in Hyōgo erstmals für die japanische Fed-Cup-Mannschaft gegen Argentinien im Fed Cup, der 2021 in Billie Jean King Cup umbenannt wurde, an, wo sie gemeinsam mit Rika Fujiwara ihre Doppelbegegnung gewann. Dies war ihr einziger Einsatz im Doppel. Sie wurde mittlerweile bei 16 Landesbegegnungen eingesetzt und gewann 11 von 19 Einzelmatches. (Stand  Mai 2021)

## Erfolge

### Einzel

#### Turniersiege
| Nr. | Datum            | Turnier        | Kategorie         | Belag     | Finalgegnerin         | Ergebnis       |
| --- | ---------------- | -------------- | ----------------- | --------- | --------------------- | -------------- |
| 1.  | 26. Oktober 2008 | Hamanako       | ITF $25.000       | Teppich   | Chinami Ogi           | 6:2, 6:3       |
| 2.  | 2. August 2009   | Obihiro        | ITF $25.000       | Teppich   | Junri Namigata        | 7:67, 4:6, 6:4 |
| 3.  | 25. Juli 2010    | Lexington      | ITF $50.000       | Hartplatz | Stéphanie Dubois      | 6:4, 6:4       |
| 4.  | 31. Oktober 2011 | Grapevine      | ITF $50.000       | Hartplatz | Sessil Karatantschewa | 1:6, 6:0, 6:3  |
| 5.  | 15. Juli 2013    | Portland       | ITF $50.000       | Hartplatz | Alison Riske          | 3:6, 6:3, 6:3  |
| 6.  | 23. Februar 2014 | Rio de Janeiro | WTA International | Sand      | Klára Zakopalová      | 6:1, 4:6, 6:1  |
| 7.  | 6. Mai 2018      | Gifu           | ITF $80.000       | Hartplatz | Moyuka Uchijima       | 6:2, 7:6       |
| 8.  | 5. Juni 2022     | Changwon       | ITF W25           | Hartplatz | Han Na-lae            | 6:3, 6:1       |

#### Finalteilnahmen
| Nr. | Datum          | Turnier    | Kategorie         | Belag     | Finalgegnerin      | Ergebnis      |
| --- | -------------- | ---------- | ----------------- | --------- | ------------------ | ------------- |
| 1.  | 3. August 2014 | Washington | WTA International | Hartplatz | Swetlana Kusnezowa | 3:6, 6:4, 4:6 |

### Doppel

#### Turniersiege
| Nr. | Datum              | Turnier    | Kategorie   | Belag   | Partnerin         | Finalgegnerinnen                  | Ergebnis         |
| --- | ------------------ | ---------- | ----------- | ------- | ----------------- | --------------------------------- | ---------------- |
| 1.  | 28. April 2008     | Gifu       | ITF $50.000 | Teppich | Kimiko Date-Krumm | Melanie South Nicole Thijssen     | 6:1, 6:78 [10:7] |
| 2.  | 14. Juli 2008      | Miyazaki   | ITF $25.000 | Teppich | Misaki Doi        | Kimiko Date-Krumm Tomoko Yonemura | 4:6, 6:3, [10:7] |
| 3.  | 21. September 2009 | Makinohara | ITF $25.000 | Teppich | Erika Sema        | Mari Tanaka Tomoko Yonemura       | 6:0, 6:0         |

#### Finalteilnahmen
| Nr. | Datum              | Turnier    | Kategorie         | Belag     | Partnerin     | Finalgegnerinnen                | Ergebnis |
| --- | ------------------ | ---------- | ----------------- | --------- | ------------- | ------------------------------- | -------- |
| 1.  | 3. August 2014     | Washington | WTA International | Hartplatz | Hiroki Kuwata | Shūko Aoyama Gabriela Dabrowski | 1:6, 2:6 |
| 2.  | 20. September 2015 | Tokio      | WTA International | Hartplatz | Misaki Doi    | Chan Hao-ching Chan Yung-jan    | 1:6, 2:6 |

## Abschneiden bei Grand-Slam-Turnieren

### Einzel
| Turnier         | 2010 | 2011 | 2012 | 2013 | 2014 | 2015 | 2016 | 2017 | 2018 | 2019 | 2020  | 2021 | Karriere |
| --------------- | ---- | ---- | ---- | ---- | ---- | ---- | ---- | ---- | ---- | ---- | ----- | ---- | -------- |
| Australian Open | Q2   | Q3   | Q3   | Q2   | 3    | 1    | 2    | 1    | 1    | Q2   | Q2    | Q1   | 3        |
| French Open     | 1    | Q2   | Q1   | —    | 2    | 2    | 2    | 2    | 1    | 2    | Q3    | Q3   | 2        |
| Wimbledon       | 2    | Q2   | Q1   | Q3   | 2    | 2    | 2    | 1    | 1    | Q1   | n. a. | Q1   | 2        |
| US Open         | —    | Q2   | Q2   | 3    | 2    | 2    | 2    | 3    | 1    | Q1   | 1     |      | 3        |

Zeichenerklärung: S = Turniersieg; F, HF, VF, AF = Einzug ins Finale / Halbfinale / Viertelfinale / Achtelfinale; 1, 2, 3 = Ausscheiden in der 1. / 2. / 3. Hauptrunde; Q1, Q2, Q3 = Ausscheiden in der 1. / 2. / 3. Runde der Qualifikation; n. a. = nicht ausgetragen

### Doppel
| Turnier         | 2014 | 2015 | 2016 | 2017 | Karriere |
| --------------- | ---- | ---- | ---- | ---- | -------- |
| Australian Open | —    | 1    | 1    | 1    | 1        |
| French Open     | 1    | 1    | 1    | 1    | 1        |
| Wimbledon       | 1    | 2    | —    | —    | 2        |
| US Open         | 1    | —    | 1    | —    | 1        |